# René Froger
René Froger (Amsterdam, 5 november 1960) is een Nederlands zanger en oprichter van de Toppers. In 2009 deed Froger met de Toppers mee aan het Eurovisiesongfestival met het nummer Shine.
In de jaren 80 en 90 scoorde Froger een reeks toptienhits, waaronder Alles kan een mens gelukkig maken, Just Say Hello!, Crazy Way About You en This Is the Moment. In de jaren die volgden had hij nog enkele andere hits zoals Doe maar gewoon (2007), 'k Heb je lief (2010) en Daar sta je dan (2013). Froger verkocht meer dan vijf miljoen platen en behoort daarmee tot de bestverkochte artiesten van Nederland.

## Biografie

### Jeugd
Froger werd geboren en groeide op in de Amsterdamse wijk de Jordaan. Zijn vader, Jan Froger, had een café in de Staatsliedenbuurt. Net als zijn muzikale ouders, die optraden als het Duo Jan & Mien, begon ook Froger als kind al te zingen in het café van zijn vader. Als jongeman won hij een talentenjacht en als prijs mocht hij meedraaien met Ted de Braak en Mini & Maxi. In 1979 nam hij zijn eerste liedje op, "Disco a la carte".

### Eerste successen
In het voorjaar van 1984 werd de eerste single van Froger uitgegeven, getiteld "My hitparade", een medley van Tony Christie-hits. De single deed echter niets en werd later in het jaar opnieuw uitgebracht, met een Nederlandstalige B-kant. In 1985 tekende Froger bij het platenlabel CNR Records en bracht de single "Ik zie het wel zitten" uit. Ook deze single bracht geen succes. In 1987 kwam de single Love Leave Me uit. Een jaar later scoorde hij zijn eerste hit met een cover van "Winter in America". De single bereikte de vijfde plaats in de Top 40 en de tiende plaats in de Nationale Hitparade. Zijn debuutalbum Who Dares Wins kwam uit in 1988 en ging vijftigduizendmaal over de toonbank, Froger mocht om die reden zijn eerste gouden plaat in ontvangst nemen. De hieropvolgende singles van het album kwamen daarentegen niet verder dan de Tipparade.
Frogers eerste nummer één-hit in Nederland scoorde hij in 1989 met het nummer "Alles kan een mens gelukkig maken", als gastzanger bij Het Goede Doel. Van de single werden driehonderdduizend exemplaren verkocht, waarvoor Froger een drievoudige platina single in ontvangst mocht nemen. Enkele maanden later kwam Frogers tweede album You're my everything uit, het album werd redelijk ontvangen. De singles die van het album uitkwamen haalden slechts de Tipparade. Begin 1990 liep Frogers contract bij CNR Records af en er zouden nog twee singles op het label volgen. Hij tekende een contract bij manager John van Katwijk en bracht de single "Are you ready for loving me" uit welke in Engeland werd geremixt door de bekende producer Pete Waterman. Het album You're my everything werd met een gouden plaat bekroond. Het kleine Dino Music werd zijn nieuwe platenmaatschappij. Manager Van Katwijk profileerde zich samen met Marcel Schimscheimer ook als producent en componist van Frogers volgende album. De eerste single "Just Say Hello!" bereikte de top tien.
Het album Midnight man werd eveneens bekroond met een gouden en platina plaat voor meer dan honderdduizend verkochte exemplaren. Alle van dit album afkomstige singles bereikten ten minste de top twintig.

### Stadionconcerten en sterrenstatus
In 1991 scoorde Froger een reeks toptienhits en werd zijn album Matters of the heart met goud bekroond. In 1992 kreeg Froger een Edison voor het beste album uit Nederland. Later kreeg het een platina status voor meer dan honderdduizend verkochte exemplaren.
Froger gaf in 1992 een theatertournee en sloot deze af in het Rotterdamse sportpaleis Ahoy. Met de concerten vierde Froger zijn vijfjarige jubileum, ter gelegenheid waarvan er in het najaar van 1992 een verzamelalbum uitgebracht werd, Sweet hello's and sad goodbyes. Op oudejaarsavond 1992 werd bij Veronica een compilatie uitgezonden van Frogers concerten in Ahoy.
Het album The power of passion (1993) werd bekroond met een gouden plaat. Datzelfde jaar mocht Froger uit handen van Céline Dion de Edison Awards voor het beste album en voor beste Nederlandse zanger in ontvangst nemen. Het album werd uiteindelijk bekroond met dubbel platina voor tweehonderdduizend verkochte exemplaren.
In 1994 kondigt Froger als eerste Nederlandse artiest aan met tien concerten op rij terug te keren naar Ahoy Rotterdam. Met in totaal honderdduizend bezoekers in tien dagen behoort Froger tot de best bezochte artiesten van het jaar. Tevens gaat het album Walls of Emotion tweehonderdvijftigduizend keer over de toonbank en wordt dan ook bekroond met dubbel platina. Oud-platenlabel CNR besluit mee te willen gaan in dit succes en brengt een budget-cd uit met een verzameling van Frogers eerste twee albums, die honderdduizend keer verkocht wordt en dan ook bekroond met de platina status.
Op 8 mei 1995 was Froger een van de gastartiesten tijdens het World Liberty Concert. Het concert werd gehouden bij de Arnhemse John Frostbrug met onder meer optredens van Alan Parsons, Cyndi Lauper en Joe Cocker. Het herdenkingsconcert werd door 85.000 mensen bezocht en werd in 45 landen uitgezonden.

### Pogingen in het buitenland
Op 24 en 25 juli 1995 stond Froger twee avonden als eerste Nederlandse artiest in een uitverkocht Feijenoordstadion. Er werd een dubbel livealbum uitgebracht met Frogers grootse concert optredens uit de periode 1990 - 1994 getiteld Live in concert welke al snel de platina status behaalde voor honderdduizend verkochte exemplaren. Er werden twee singles in Duitsland uitgebracht: "Woman, woman" uit 1992 en een gemixte versie van "Can u feel it". Beide singles hadden daar geen succes. Mede door de concerten in de Kuip en Frogers commerciële succes in Nederland was er belangstelling in de Verenigde Staten om daar een album uit te brengen. Froger vertrok samen met manager Van Katwijk naar New York om te gaan werken aan een nieuw internationaal album. Dit album maakte hij in Nederland af. Kort daarna kwam de single "Wild rhythm" uit, die een redelijke hit werd. In het najaar van 1996 werd "Illegal Romeo part 1" uitgebracht samen met de al eerder in New York opgenomen nummers. De gelijknamige toer door Nederland was uitverkocht.
In 1997 werd een reeks concerten aan de Illegal Romeo-toer toegevoegd en ontving Froger platina voor honderdduizend verkochte exemplaren van  "Illegal Romeo part 1". Na de zomer keerde Van Katwijk terug als manager. In de winter van 1997 kwam Froger met een nieuwe single, de ballad "I'm coming home again", geschreven door de Amerikaanse liedschrijfster Diane Warren, die sinds 1991 telkens ten minste één nummer aanleverde voor elk Froger-album. Het origineel is zo lang dat een passage in het nummer werd ingekort. Diane Warren was het niet eens met deze versie en gaf uiteindelijk, nadat het nummer al in de schappen lag, geen toestemming om het nummer uit te brengen, waardoor Dino Music genoodzaakt was om de al in verkoop zijnde single terug te halen. Met spoed werd naar een alternatief gezocht: er werd gekozen voor een door manager Van Katwijk geschreven ballad, "Never fall in love". De single "I'm coming home again" werd hierdoor een geliefd verzamelobject.
Het nieuwe album kreeg Home again als titel, ondanks het feit dat "I'm coming home again" er nu op ontbrak. Begin januari werd de zangcarrière van Froger overschaduwd door roddels over een vermeende liefdesaffaire met de Vlaamse televisiepresentatrice Phaedra Hoste. Hierdoor kwam het in de week dat Frogers nieuwe album uitkwam tot een tijdelijke breuk tussen Froger en zijn vrouw. Volgens sommige critici was het een publiciteitsstunt om Frogers nieuwe cd te promoten. In de eerste week dat Home again uitkwam werden er vijftigduizend exemplaren van verkocht en kwam de cd binnen op nummer één in de albumlijst. In België werd het album goud. Na een periode van counseling bleven de Frogers toch bij elkaar. Uiteindelijk ging Home again honderdduizend keer over de Nederlandse toonbank, waarvoor Froger zijn zoveelste platina prijs ontving.

### 30 Jaar hits

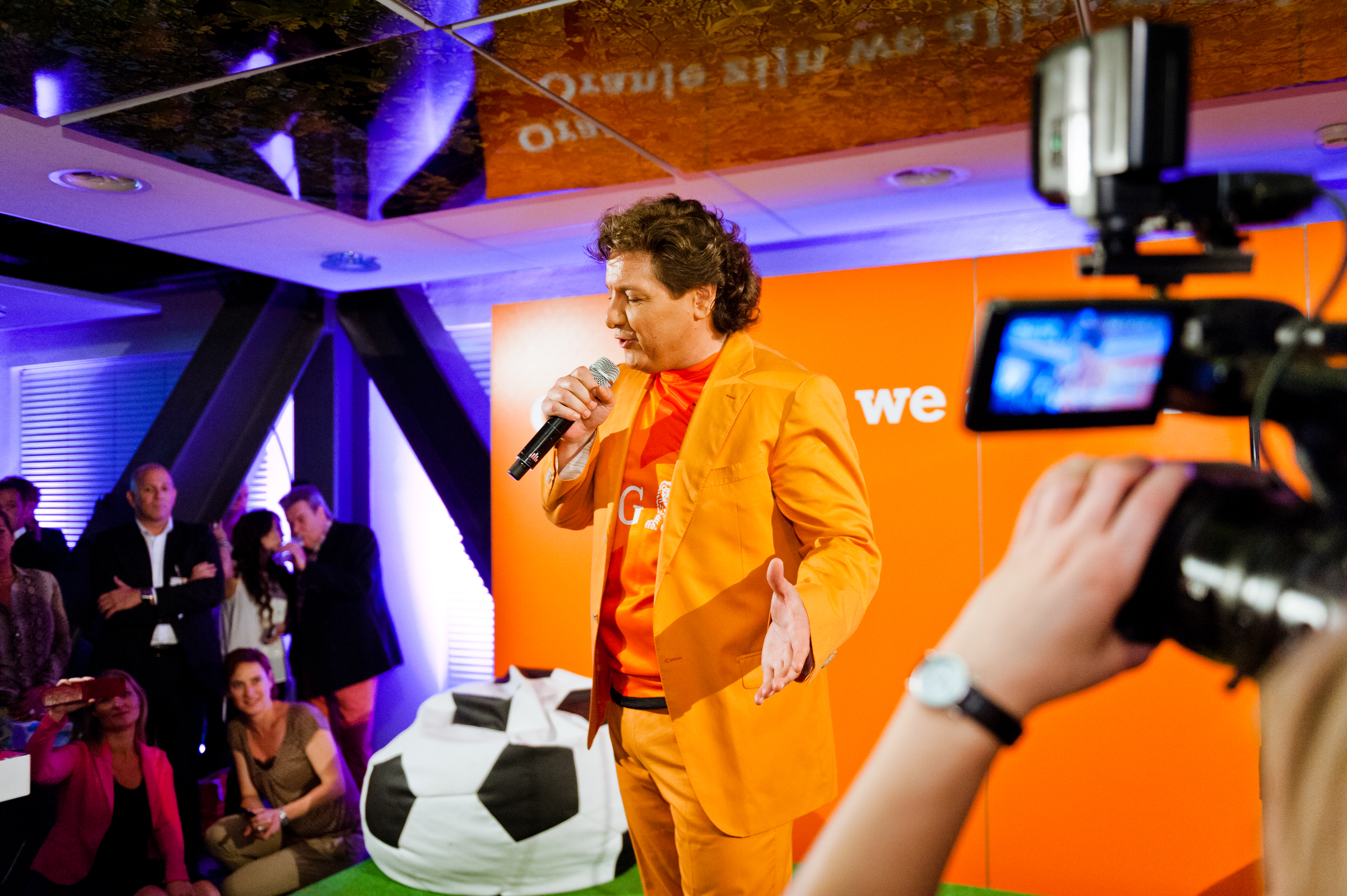
Froger tijdens een optreden van Samen in 2012.

Froger ging eind 2005 met zijn nieuwe toer Pure & More weer de theaters in.
In november 2010 werd ter viering van zijn vijftigste verjaardag een speciaal verzamelalbum met als titel 'k Heb je lief - 50 jaar de muziek, m'n fans, het leven uitgegeven. Hoewel hij op 5 november 2010 vijftig jaar werd, vond op 2 november in het Carré te Amsterdam een feest plaats. Op dit evenement voerden bekende artiesten liedjes van Froger uit. Een dag later kreeg Froger in het televisieprogramma RTL Boulevard uit handen van Jeroen van der Boom een 'Lifetime Award', naar aanleiding van de verkoop van meer dan vijf miljoen platen. Daarmee behoort hij tot de bestverkochte artiesten van Nederland.
In september 2007 kwam Froger weer met een Nederlandstalige plaat, "Doe maar gewoon", en er verscheen een gelijknamig album.
In 2012 bracht Froger zijn tweede EK-hit Samen uit. Op 16 mei 2012 bereikte het de eerste plek in de Single Top 100. Dit is sinds Alles kan een mens gelukkig maken in 1989 zijn tweede nummer 1-hit.
Op 28 juni 2014 bereikte zijn WK-hit Juich Voor Nederland de eerste plaats in de Single Top 100. Deze single werd gebruikt voor een reclamecampagne voor supermarktketen Jumbo, in samenwerking met stylist Roy Donders. Dit betekent de derde nummer 1-hit voor Froger. Froger ging in 2015 en 2016 met zijn nieuwe toer Rene Froger, 30 jaar hits weer de theaters in. In 2021 bracht Froger Bon Gepakt uit met rapper Donnie.

### Toppers

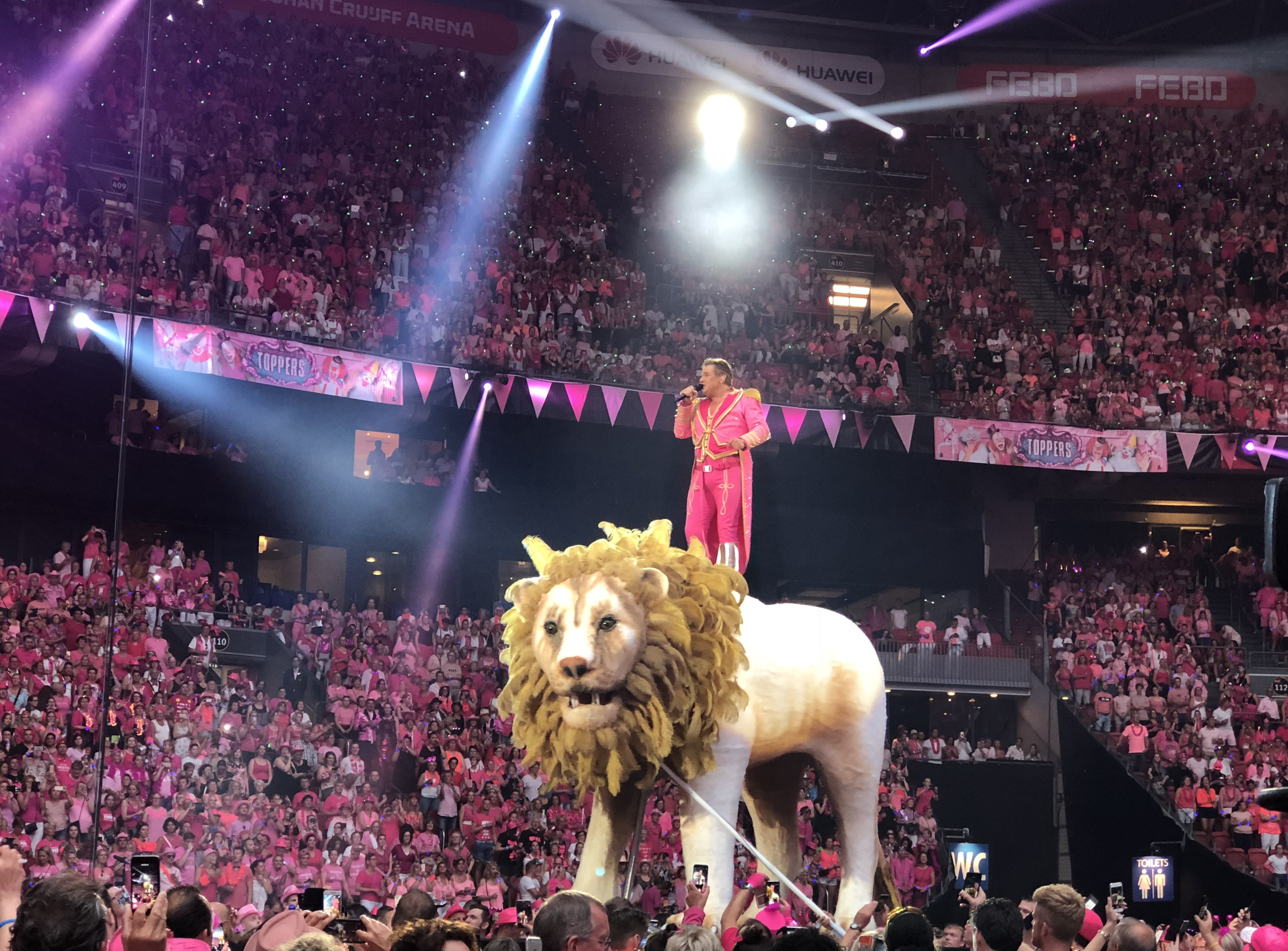
Froger als een van de Toppers

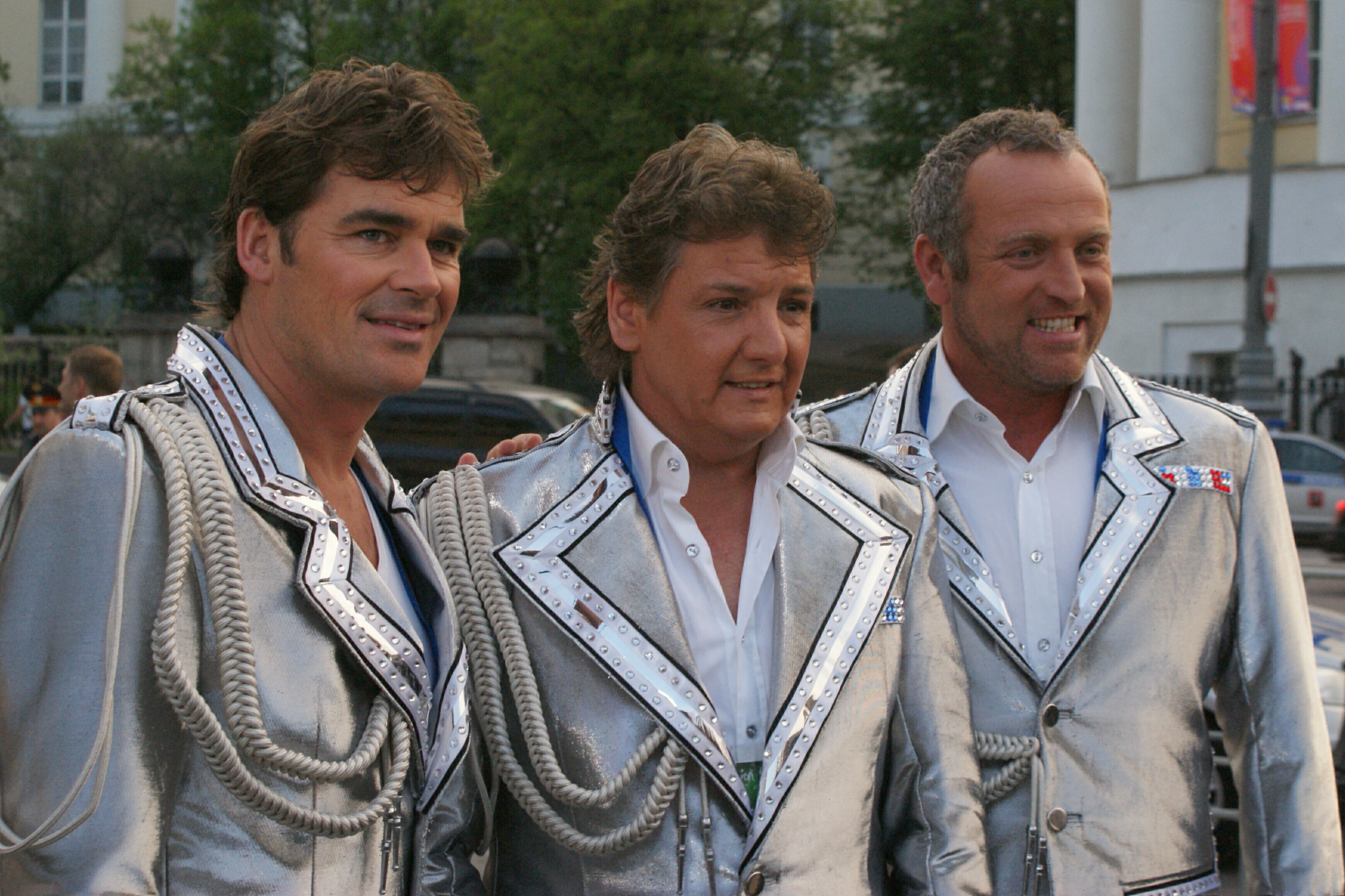
De Toppers op het Eurovisiesongfestival 2009

In 2005 begonnen Froger, Gerard Joling en Gordon Heuckeroth aan de formatie de Toppers. Dit naar aanleiding van de concerten die Froger in 2004 in de Amsterdam ArenA gaf, waar Joling en Gordon een gastoptreden hadden. Het oorspronkelijke plan was om eenmalig een concert te geven voor genodigden in Koninklijk Theater Carré. Maar de reacties op deze medley waren zo overweldigend, waardoor de drie heren definitief aan de formatie de Toppers begonnen en sinds 2005 elk jaar een reeks concerten geven in de Johan Cruijff ArenA.
In 2009 deden ze mee aan het Eurovisiesongfestival in Moskou met het nummer Shine. In de aanloop naar het festival zou de reallifesoap De Toppers op weg naar Moskou door de TROS worden uitgezonden, maar SBS6, waar Joling onder contract staat, ging niet akkoord met Joling als figurant in een soap van de TROS. De reacties die Gordon hierop uitte in de media schoten bij Joling in het verkeerde keelgat en hij wilde niet meer meedoen aan het Eurovisiesongfestival. Enkele dagen na het incident, op 10 november, werd bekend dat Jeroen van der Boom Joling in de Toppers gaat opvolgen. Na de bekendmaking van de tien landen die doorstroomden naar de finale, bleek dat Nederland hier niet bijhoorde. Op 17 mei, een dag na de finale van het festival, werd bekend dat de Toppers de zeventiende plaats behaalden in de halve finale, met elf punten. Tien punten hiervan kwamen uit Albanië, het resterende punt kwam van Denemarken.
De elfde editie van Toppers in concert 2015 - The Crazy Summer Edition dreigde in gevaar te komen door verschillende factoren. Froger kreeg bijvoorbeeld tijdens de opening van het tweede concert een zweepslag in zijn been. Met behandelingen van doktoren en pijnstillers kon Froger meedoen aan het concert.
Tijdens Toppers in concert 2018 - Pretty in Pink, The Circus Edition vertolkte Froger, samen met Carel Kraayenhof op bandoneon, het nummer Vleugels van mijn vlucht van Paul de Leeuw. Deze liveversie werd vanwege de enthousiaste ontvangst van de bezoekers opnieuw uitgebracht en veelvuldig gedownload.
In 2019 vierden De Toppers hun vijftienjarig jubileum. Van alle leden is Froger de enige die alle vijftien volle jaren heeft meegedraaid. In 2020 werd door het coronavirus besloten een kersteditie te doen in Ahoy in plaats van het gebruikelijke concert in de Johan Cruijf ArenA. Nieuwe Nederlandse Corona-maatregelen gooiden echter roet in het eten, waardoor de nieuwe kersteditie van de Toppers uit werd gesteld naar december 2021.

## Nevenactiviteiten

### Televisie en film
Froger heeft als acteur enkele gastrollen gespeeld. Zo had hij een klein rolletje in de film Filmpje! (1995) met Paul de Leeuw en heeft hij een keer meegespeeld in de Nederlandse detectiveserie Baantjer, waarin hij een doodgeslagen duivenmelker speelt in 'De Cock en de dode duivenmelker' in 2002. Daarnaast was Froger als onderdeel van de Toppers vanaf 2005 in meerdere televisieprogramma's te zien waaronder Toppers in de Sneeuw en Toppers: De weg naar de ArenA. Ook speelde hij in Ellis in Glamourland en had hij in 2009 een gastrol als zwerver in de serie Zeg 'ns Aaa. In 2011 maakte hij deel uit van de jury van The Sing-Off bij SBS6. Ook was hij in 2011 te gast in Ik hou van Holland. Hij speelde op 4 februari 2012 een gastrol in Wat als?. Voorts deed hij mee aan De beste zangers van Nederland. Verder maakte hij samen met Streetlab een videoclip waarin hij zelf rapt. In januari 2018 was Froger met zijn gezin te zien in het RTL 4-programma Groeten uit 19xx. Tevens was hij in 2018 jurylid in de talentenjacht Topper Gezocht!, was tijdens een commercial klant in een brillenzaak en deed mee in het SBS6 tv-programma "Vet Fit", dat na drie afleveringen van de buis werd gehaald door te weinig kijkers. Op oudejaarsavond 2018 was hij te zien in het programma Moppentappers, gepresenteerd door Jeroen van der Boom. In januari 2021 was hij met zijn zoon te zien in het SBS6-programma Code van Coppens: De wraak van de Belgen. In 2023 was Froger samen met zijn zoon Maxim Froger te zien in de bioscoopfilm De Grote Sinterklaasfilm en de strijd om pakjesavond. In december 2024 was Froger tevens te zien in het SBS6-programma De beste wensen. In 2025 was Froger te zien als hoofdgast in het programma Het Holland Huis.

### Goede doelen
In november 2008 ging de realityserie De Frogers: Effe geen cent te makken van start. Hierin werden Froger en zijn gezin gevolgd, terwijl ze een maand lang deden alsof ze van een bijstandsbudget leefden. Het doel hiervan was om aandacht te vragen en geld in te zamelen voor de Voedselbank, een organisatie waar Froger reeds langer voor actief was. Op 11 december 2008 werd op RTL 4 een door Linda de Mol gepresenteerde finale uitgezonden, waarmee ruim twee miljoen euro werd opgehaald. Het liedje uit deze serie, "De zon schijnt voor iedereen", werd een hit.
Op 22 oktober 2009 waren de Frogers opnieuw op televisie met het programma De Frogers: Helemaal Heppie om geld op te halen voor stichting Heppie, die zich inzet voor kinderen die vanwege armoe niet op vakantie kunnen.

## Persoonlijk leven
Froger is sinds 31 december 1991 getrouwd met Natasja Froger-Kunst, die zelf als presentatrice bij RTL werkt. Ze hebben twee zoons, Maxim en Didier. Laatstgenoemde deed in 2007 mee aan Kinderen dansen op het ijs, dat gepresenteerd werd door Gerard Joling en Nance Coolen. Een jaar later deed Maxim ook mee. Hij won deze wedstrijd samen met Shana. Uit een eerder huwelijk heeft Froger nog twee kinderen, Natascha Froger en Danny Froger, Froger is grootvader van vier kleindochters en een kleinzoon. Tevens is hij aandeelhouder met 50 procent van het bedrijf Toppers in Concert B.V.
Froger staat bekend als een fervent Ajax-supporter.
Op 6 juni 2005 werd door het management van Froger bekendgemaakt dat de zanger prostaatkanker had. De kanker was in een vroeg stadium ontdekt en kon goed behandeld worden. In het najaar van 2006 kreeg Froger last van zijn luchtwegen, waardoor hij optredens in Ahoy moest afzeggen.
Zijn beide ouders overleden kort na elkaar, beiden op zevenenzestigjarige leeftijd. Zijn moeder overleed op 8 april 2009 en zijn vader op 22 juni 2009. De bijnaam van de vader van René Froger was Bolle Jan en hij was de eigenaar van het gelijknamige café in Amsterdam.
In juni 2025 werd tijdens een concert van De Toppers benoemd Officier in de Orde van Oranje-Nassau.

## Prijzen
1988
1 × gouden plaat - Who Dares Wins
1 × platina plaat - Who Dares Wins
1989
1 × gouden plaat - Alles kan een mens gelukkig maken (single)
1 × platina plaat - Alles kan een mens gelukkig maken (single)
2 × platina plaat - Alles kan een mens gelukkig maken (single)
3 × platina plaat - Alles kan een mens gelukkig maken (single)
1 × gouden plaat - You're My Everything
1990
3 × gouden plaat - Midnight Men
1 × platina plaat - Midnight Men
1991
1 × gouden plaat - Matters of The Heart
1 × platina plaat - Matters of The Heart
1992
1 × gouden plaat - Sweet Hello's and Sad Goodbyes
5 × platina plaat - Sweet Hello's and Sad Goodbyes
1993
1 × gouden plaat - The Power of Passion
2 × platina plaat - The Power of Passion
1994
1 × gouden plaat - Are You Ready For Loving Me
1 × platina plaat - Are You Ready For Loving Me
1 × gouden plaat - Walls of Emotion
2 × platina plaat - Walls of Emotion
Edison Award - Pop (Middle of the Road)
1995
1 × gouden plaat - Live in Concert
1 × platina plaat - Live in Concert
1 × gouden plaat - You´ve got a friend (single)
1996
1 × gouden plaat - Illegal Romeo Part I
1 × platina plaat - Illegal Romeo Part I
1998
1 × gouden plaat - Home Again
1 × platina plaat - Home Again
1999
1 × gouden plaat - I Don't Break Easy
1 x platina plaat - I Don't Break Easy
2000
1 × gouden plaat - All the Hits
Lifetime achievement Award - Verkoop van 2 miljoen (2.000.000) studioalbums
2001
1 × gouden plaat - Internal Affairs
2002
1 × gouden plaat - Sweet Hello's and Sad Goodbyes Part II
2003
Edison Award - Oeuvre
2004
1 × gouden plaat - The Platinum Edition
2005
1 × gouden plaat - Live at the ArenA (cd)
1 × gouden plaat - Live at the ArenA (dvd)
1 × gouden plaat - Pure Christmas
2006
1 × gouden plaat - Toppers in Concert (cd)
1 × gouden plaat - Toppers in Concert (dvd)
1 × platina plaat - Toppers in Concert (cd)
1 × platina plaat - Toppers in Concert (dvd)
2007
1 × gouden plaat - Doe Maar Gewoon
2 × platina plaat - Doe Maar Gewoon
1 × gouden plaat - Toppers in Concert 2006 (cd)
1 × gouden plaat - Toppers in Concert 2006 (dvd)
1 × platina plaat - Toppers in Concert 2006 (cd)
1 × platina plaat - Toppers in Concert 2006 (dvd)
10 × platina plaat - Kerst met de Toppers
2008
2 × gouden plaat - Toppers in Concert 2007 (cd)
2 × gouden plaat - Toppers in Concert 2007 (dvd)
1 × platina plaat - Toppers in Concert 2007 (cd)
1 × platina plaat - Toppers in Concert 2007 (dvd)
2009
2 × gouden plaat - Toppers in Concert 2008 (cd)
2 × gouden plaat - Toppers in Concert 2008 (dvd)
1 × platina plaat - Toppers in Concert 2008 (cd)
1 × platina plaat - Toppers in Concert 2008 (dvd)
2010
1 × gouden plaat - 'k Heb je lief - 50 jaar de muziek, m'n fans, het leven
2 × gouden plaat - Toppers in Concert 2009 (cd)
2 × gouden plaat - Toppers in Concert 2009 (dvd)
1 × platina plaat - Toppers in Concert 2009 (cd)
1 × platina plaat - Toppers in Concert 2009 (dvd)
100% NL Award - Oeuvre
Lifetime Award - Verkoop van 5 miljoen (5.000.000) studioalbums
Ereteken van Verdienste van de stad Amsterdam
2011
1 × gouden plaat - Froger
2 × gouden plaat - Toppers in Concert 2010 (cd)
2 × gouden plaat - Toppers in Concert 2010 (dvd)
1 × platina plaat - Toppers in Concert 2010 (cd)
1 × platina plaat - Toppers in Concert 2010 (dvd)
Lifetime Award - Verkoop van 1,5 miljoen (1.500.000) albums van de Toppers
2012
2 × gouden plaat - Toppers in Concert 2011 (cd)
2 × gouden plaat - Toppers in Concert 2011 (dvd)
1 × platina plaat - Toppers in Concert 2011 (cd)
1 × platina plaat - Toppers in Concert 2011 (dvd)
2013
1 × gouden plaat - Daar Sta Je Dan 2013 (Waar Zijn Al Je Vrienden)(single)
2 × gouden plaat - Toppers in Concert 2012 (cd)
2 × gouden plaat - Toppers in Concert 2012 (dvd)
1 × platina plaat - Toppers in Concert 2012 (dvd)
Buma NL Award - Beste Videoclip Daar Sta Je Dan 2013 (Waar Zijn Al Je Vrienden)
2014
2 × gouden plaat - Toppers in Concert 2013 (cd)
2 × gouden plaat - Toppers in Concert 2013 (dvd)
1 × platina plaat - Toppers in Concert 2013 (dvd)
2017
TrosKompas Oeuvre Award
2018
Loden Leeuw - Irritantste BN'er in een reclame (de multifocáále bril)
2019
Andreaspenning, onderscheiding van de gemeente Amsterdam.

## Discografie

### Albums
| Album met eventuele hitnotering(en) in de Nederlandse Album Top 100 | Datum van verschijnen | Datum van binnenkomst | Hoogste positie | Aantal weken | Opmerkingen                                                                                      |
| ------------------------------------------------------------------- | --------------------- | --------------------- | --------------- | ------------ | ------------------------------------------------------------------------------------------------ |
| Who dares wins                                                      | 1988                  | 02-07-1988            | 7               | 55           | Platina                                                                                          |
| You're my everything                                                | 1989                  | 09-12-1989            | 17              | 16           | Goud                                                                                             |
| Midnight man                                                        | 1990                  | 03-11-1990            | 17              | 31           | Platina                                                                                          |
| Matters of the heart                                                | 1991                  | 14-12-1991            | 28              | 35           | Platina                                                                                          |
| Sweet hello's and sad goodbyes                                      | 1992                  | 17-10-1992            | 3               | 113          | 6 × Platina / Verzamelalbum / Best Verkochte album van 1992 / best verkochte album uit '90 - '99 |
| The power of passion                                                | 1993                  | 13-11-1993            | 3               | 31           | 2× Platina                                                                                       |
| Are you ready for loving me                                         | 1994                  | 30-04-1994            | 22              | 10           | Platina / Verzamelalbum                                                                          |
| Walls of emotion                                                    | 1994                  | 19-11-1994            | 1(1wk)          | 39           | 2× Platina                                                                                       |
| The ballads                                                         | 1995                  | 08-04-1995            | 30              | 10           | Verzamelalbum                                                                                    |
| Live in concert                                                     | 1995                  | 17-06-1995            | 1(2wk)          | 60           | Platina                                                                                          |
| Illegal Romeo part 1                                                | 1996                  | 07-09-1996            | 1(3wk)          | 38           | Platina                                                                                          |
| Home again                                                          | 1998                  | 24-01-1998            | 1(2wk)          | 21           | Platina                                                                                          |
| I Don't Break Easy                                                  | 1999                  | 09-10-1999            | 12              | 13           | Platina                                                                                          |
| The passion tracks                                                  | 2000                  | -                     |                 |              | Verzamelalbum                                                                                    |
| All the hits                                                        | 2000                  | 13-05-2000            | 4               | 39           | Goud / Verzamelalbum                                                                             |
| Internal affairs - The dirty details                                | 2001                  | 03-11-2001            | 17              | 10           | Goud                                                                                             |
| Sweet hello's and sad goodbyes Part II                              | 2002                  | 19-10-2002            | 9               | 17           | + live-dvd / Verzamelalbum / Goud                                                                |
| Pure                                                                | 2004                  | 24-04-2004            | 11              | 13           |                                                                                                  |
| The platinum edition                                                | 2004                  | 05-06-2004            | 1(1wk)          | 12           | Goud / Verzamelalbum                                                                             |
| Live at the Arena                                                   | 2005                  | 12-03-2005            | 49              | 2            | Livealbum / Goud                                                                                 |
| Pure Christmas                                                      | 19-12-2005            | -                     |                 |              | Kerstalbum / Exclusief verkrijgbaar bij Super de Boer / Platina                                  |
| Doe maar gewoon                                                     | 2007                  | 24-11-2007            | 8               | 41           | 2× Platina                                                                                       |
| Doe maar gewoon (Live in Ahoy)                                      | 2008                  | 28-06-2008            | 15              | 16           | Livealbum / Goud                                                                                 |
| 'k Heb je lief - 50 jaar de muziek, m'n fans, het leven             | 05-11-2010            | 13-11-2010            | 5               | 19           | Verzamelalbum / Dubbelalbum / Goud                                                               |
| Froger                                                              | 11-11-2011            | 19-11-2011            | 2               | 12           | Goud                                                                                             |
| Liefde voor muziek                                                  | 12-04-2013            | 20-04-2014            | 3               | 9            |                                                                                                  |
| Dit is hoe het voelt                                                | 2016                  | 12-11-2016            | 14              | 4            |                                                                                                  |

| Album met hitnotering(en) in de Vlaamse Ultratop 200 albums | Datum van verschijnen | Datum van binnenkomst | Hoogste positie | Aantal weken | Opmerkingen   |
| ----------------------------------------------------------- | --------------------- | --------------------- | --------------- | ------------ | ------------- |
| Illegal Romeo part 1                                        | 1996                  | 21-09-1996            | 19              | 6            |               |
| Home again                                                  | 1998                  | 24-01-1998            | 7               | 17           |               |
| I Don't Break Easy                                          | 1999                  | 09-10-1999            | 16              | 5            |               |
| All the hits                                                | 2000                  | 27-05-2000            | 24              | 11           | Verzamelalbum |
| Internal affairs - The dirty details                        | 2001                  | 10-11-2001            | 44              | 1            |               |
| Liefde voor muziek                                          | 2013                  | 20-04-2013            | 115             | 6            |               |
| Dit is hoe het voelt                                        | 2016                  | 12-11-2016            | 70              | 3            |               |

### Singles
| Single met eventuele hitnotering(en) in de Nederlandse Top 40 | Datum van verschijnen | Datum van binnenkomst | Hoogste positie | Aantal weken | Opmerkingen                                                                                 |
| ------------------------------------------------------------- | --------------------- | --------------------- | --------------- | ------------ | ------------------------------------------------------------------------------------------- |
| Disco A La Carte                                              | 1979                  |                       |                 | -            |                                                                                             |
| Ik Zie Het Wel Zitten                                         | 1985                  |                       |                 |              |                                                                                             |
| Love leave me                                                 | 1987                  | 11-07-1987            | tip2            | -            | Nr. 39 in de Single Top 100                                                                 |
| Winter in America                                             | 1988                  | 12-03-1988            | 5               | 9            | Nr. 10 in de Single Top 100                                                                 |
| Who dares wins                                                | 1988                  | 25-06-1988            | tip13           | -            | Nr. 53 in de Single Top 100                                                                 |
| See you on Sunday                                             | 1988                  | 24-09-1988            | tip10           | -            | Nr. 49 in de Single Top 100                                                                 |
| Happy Xmas (War is over) / Gelukkig kerstfeest                | 1988                  | 10-12-1988            | 35              | 3            | Artiesten voor het Ronald McDonaldhuis / #15 in de Single Top 100                           |
| You're a lady                                                 | 1988                  | 24-12-1988            | tip8            | -            | Nr. 37 in de Single Top 100                                                                 |
| Alles kan een mens gelukkig maken                             | 1989                  | 11-03-1989            | 1(3wk)          | 12           | met Het Goede Doel / Nr. 1 in de Single Top 100 / Alarmschijf                               |
| Back on my feet again                                         | 1989                  | 02-12-1989            | tip2            | -            | Nr. 42 in de Single Top 100                                                                 |
| Are you ready for loving me                                   | 1990                  | 09-06-1990            | 17              | 6            | Nr. 25 in de Single Top 100                                                                 |
| Just say hello!                                               | 1990                  | 06-10-1990            | 11              | 8            | Nr. 7 in de Single Top 100 / Alarmschijf                                                    |
| The love of the year                                          | 1991                  | 12-01-1991            | 35              | 3            | Nr. 28 in de Single Top 100                                                                 |
| Nobody else                                                   | 1991                  | 23-03-1991            | 16              | 8            | Nr. 11 in de Single Top 100                                                                 |
| Still on your side                                            | 1991                  | 30-11-1991            | 26              | 5            | Nr. 16 in de Single Top 100                                                                 |
| Woman, woman                                                  | 1992                  | 07-03-1992            | 29              | 4            | Nr. 19 in de Single Top 100                                                                 |
| Man with a mission                                            | 1992                  | 09-05-1992            | 35              | 3            | Nr. 24 in de Single Top 100                                                                 |
| Kaylee                                                        | 1992                  | 18-07-1992            | 31              | 3            | Nr. 30 in de Single Top 100                                                                 |
| Your place or mine                                            | 1992                  | 03-10-1992            | 13              | 7            | Nr. 12 in de Single Top 100                                                                 |
| This is the moment                                            | 1992                  | 19-12-1992            | 25              | 5            | Nr. 32 in de Single Top 100                                                                 |
| Calling out your name (Ruby)                                  | 1993                  | 09-10-1993            | 4               | 13           | Nr. 5 in de Single Top 100                                                                  |
| Why are you so beautiful                                      | 1993                  | 25-12-1993            | 8               | 7            | Nr. 13 in de Single Top 100 / Alarmschijf                                                   |
| Here in my heart                                              | 1994                  | 12-11-1994            | 8               | 7            | Nr. 12 in de Single Top 100 / Alarmschijf                                                   |
| For a date with you                                           | 1995                  | 07-01-1995            | 20              | 5            | Nr. 20 in de Single Top 100                                                                 |
| Why goodbye                                                   | 1995                  | 11-03-1995            | tip3            | -            | Nr. 44 in de Single Top 100                                                                 |
| You've got a friend                                           | 1995                  | 09-09-1995            | 3               | 6            | met Ruth Jacott en Marco Borsato / Nr. 3 in de Single Top 100                               |
| Wild rhythm                                                   | 1996                  | 04-05-1996            | 9               | 7            | Nr. 6 in de Single Top 100 / Alarmschijf                                                    |
| If you don't know                                             | 1996                  | 10-08-1996            | 21              | 5            | Nr. 27 in de Single Top 100                                                                 |
| In dreams                                                     | 1996                  | 26-10-1996            | 3               | 13           | Nr. 3 in de Single Top 100 / Alarmschijf                                                    |
| That's when I'll stop loving you                              | 1997                  | 01-03-1997            | 19              | 3            | met Anita Doth / Nr. 52 in de Single Top 100 / Alarmschijf                                  |
| The number one                                                | 1997                  | 24-05-1997            | 17              | 8            | Nr. 20 in de Single Top 100                                                                 |
| Never fall in love                                            | 1997                  | 27-12-1997            | 35              | 2            | Nr. 54 in de Single Top 100                                                                 |
| I who have nothing                                            | 1998                  | -                     |                 |              | Nr. 77 in de Single Top 100                                                                 |
| Gone are the days                                             | 1998                  | -                     |                 |              | Nr. 96 in de Single Top 100                                                                 |
| Lovin' you                                                    | 1998                  | 28-11-1998            | tip3            | -            | Nr. 47 in de Single Top 100                                                                 |
| Crazy way about you                                           | 1999                  | 01-05-1999            | 13              | 9            | Nr. 9 in de Single Top 100 / Alarmschijf                                                    |
| I can't stop myself                                           | 1999                  | 28-08-1999            | tip8            | -            | Nr. 49 in de Single Top 100                                                                 |
| Somebody else's dream                                         | 1999                  | -                     |                 |              | Nr. 95 in de Single Top 100                                                                 |
| (Strip yourself) Naked for me                                 | 2000                  | -                     |                 |              | Nr. 95 in de Single Top 100                                                                 |
| How do I win your heart                                       | 2000                  | -                     |                 |              | Nr. 44 in de Single Top 100                                                                 |
| Why you follow me                                             | 2001                  | 11-08-2001            | tip11           | -            | Nr. 41 in de Single Top 100                                                                 |
| Love me good                                                  | 2000                  | -                     |                 |              | Nr. 83 in de Single Top 100                                                                 |
| She (A song for Máxima)                                       | 2002                  | 02-02-2002            | 38              | 2            | Nr. 23 in de Single Top 100                                                                 |
| Goodbye (A love triangle)                                     | 2002                  | -                     |                 |              | met Glennis Grace & Sylvia Samson / Nr. 74 in de Single Top 100                             |
| The world I threw away                                        | 2002                  | -                     |                 |              | Nr. 25 in de Single Top 100                                                                 |
| Over de top                                                   | 2005                  | 30-04-2005            | 22              | 5            | met de Toppers / Nr. 6 in de Single Top 100                                                 |
| Toppers party!                                                | 2005                  | 16-07-2005            | tip5            | -            | met de Toppers / Nr. 32 in de Single Top 100                                                |
| Wir sind die Holländer                                        | 2006                  | 03-06-2006            | 18              | 5            | met de Toppers / Nr. 7 in de Single Top 100                                                 |
| Kon het elke dag maar Kerstmis zijn                           | 2006                  | 23-12-2006            | 6               | 3            | met Kus, Chris en Vivienne / Nr. 2 in de Single Top 100                                     |
| Can you feel it?                                              | 11-06-2007            | 16-06-2007            | 8               | 5            | met de Toppers / Nr. 10 in de Single Top 100                                                |
| Doe maar gewoon                                               | 2007                  | 06-10-2007            | 7               | 9            | Nr. 2 in de Single Top 100                                                                  |
| Jij moet verder                                               | 2007                  | 09-02-2008            | tip6            | -            | Nr. 36 in de Single Top 100                                                                 |
| Bloed, zweet en tranen EK 2008 versie                         | 2008                  | 14-06-2008            | 11              | 4            | Nr. 2 in de Single Top 100                                                                  |
| De zon schijnt voor iedereen                                  | 2008                  | 20-12-2008            | 29              | 3            | Titelsong van De Frogers: Effe geen cent te makken / Nr. 4 in de Single Top 100             |
| Shine                                                         | 16-02-2009            | 07-03-2009            | 15              | 8            | Nr. 2 in de Single Top 100 / Inzending Eurovisiesongfestival 2009                           |
| Sledgehammer                                                  | 14-08-2009            | 22-08-2009            | tip15           | -            | met John Marks / Nr. 22 in de Single Top 100                                                |
| Zo Heppie!                                                    | 06-11-2009            | 02-01-2010            | 24              | 3            | als De Frogers / Titelsong van De Frogers: Helemaal Heppie / Nr. 2 in de Single Top 100     |
| 'k Heb je lief                                                | 2010                  | 20-11-2010            | 23              | 5            | Nr. 3 in de Single Top 100                                                                  |
| Ogen weer geopend                                             | 16-09-2011            | 29-10-2011            | 22              | 6            | Nr. 7 in de Single Top 100                                                                  |
| Sleigh ride                                                   | 2011                  | -                     |                 |              | met Ella Fitzgerald / Nr. 15 in de Single Top 100                                           |
| Higher                                                        | 2011                  | -                     | -               | -            | Met de Toppers / Download bij 5 Minuten.tv                                                  |
| Moves Like Toppers                                            | 2012                  | -                     | -               | -            | Met de Toppers / Enkel bij iTunes te verkrijgen                                             |
| Het verleden kruist het heden                                 | 2012                  | 18-02-2012            | tip13           | -            | Nr. 8 in de Single Top 100                                                                  |
| Samen                                                         | 15-05-2012            | 16-06-2012            | 19              | 2            | Nr. 1 in de Single Top 100                                                                  |
| Daar sta je dan 2013 (waar zijn al je vrienden)               | 2013                  | 23-03-2013            | tip12           | -            | Goud / Nr. 2 in de Single Top 100                                                           |
| 1001 Nacht                                                    | 2013                  | 20-04-2013            | tip9            | -            | Met de Toppers / Nr. 13 in de Single Top 100                                                |
| Koningin van alle mensen                                      | 16-04-2013            | 27-04-2013            | 6               | 3            | als onderdeel van RTL Boulevard United / Nr. 1 in de Single Top 100 / Goud                  |
| Koningslied                                                   | 19-04-2013            | 27-04-2013            | 2               | 4            | als onderdeel van Nationaal Comité Inhuldiging / Nr. 1 in de Single Top 100                 |
| Juich voor Nederland!                                         | 2014                  | 24-05-2014            | tip7            | -            | Nr. 1 in de Single Top 100                                                                  |
| Kerstmis vier je samen                                        | 2014                  | 13-12-2014            | tip25           | -            | als onderdeel van Eenmaal Voor Allen / Nr. 68 in de Single Top 100                          |
| Forget my name                                                | 23-05-2016            | 04-06-2016            | tip10           | -            | met Side2Side / Nr. 73 in de Single Top 100                                                 |
| Een heel gelukkig kerstfeest                                  | 18-10-2016            | -                     | -               | -            | met de Toppers                                                                              |
| Liefde voor altijd                                            | 08-03-2019            | -                     | -               | -            | Nr. 1 iTunes Top 100 duet met Samantha Steenwijk                                            |
| Proost op het leven                                           | 2019                  | 07-09-2019            | tip22           | -            | met Tino Martin                                                                             |
| Bon gepakt                                                    | 2021                  | 11-09-2021            | 3               | 14           | met Donnie / Nr. 3 in de Single Top 100                                                     |
| Geen hits geen flop                                           | 20-05-2021            | -                     | -               | -            | met The Dean                                                                                |
| We pakken groots uit                                          | 16-12-2021            | -                     | -               | -            | met The Dean                                                                                |
| Dat kan je niet kopen                                         | 13-04-2023            | -                     | tip24           | -            | met Donnie                                                                                  |
| We Dansen Mee                                                 | 04-10-2023            | -                     |                 | -            | samen met Party Piet Pablo uit de film De Grote Sinterklaasfilm en de strijd om pakjesavond |
| De Stad Uit                                                   | 23-10-2024            | -                     | tip24           | -            | samen met Billy Dans ter ere van 750 jaar Amsterdam                                         |
| Amsterdam,Amsterdam                                           | 07-06-2025            | -                     | tip24           | -            | samen met Lange Frans en Baas B                                                             |

| Single met hitnotering(en) in de Vlaamse Ultratop 50 | Datum van verschijnen | Datum van binnenkomst | Hoogste positie | Aantal weken | Opmerkingen                                       |
| ---------------------------------------------------- | --------------------- | --------------------- | --------------- | ------------ | ------------------------------------------------- |
| Winter in America                                    | 1988                  | 23-04-1988            | 18              | 4            |                                                   |
| Alles kan een mens gelukkig maken                    | 1989                  | 18-03-1989            | 4               | 12           | met Het Goede Doel / Nr. 4 in de Radio 2 Top 30   |
| Are you ready for loving me                          | 1990                  | 07-07-1990            | 18              | 7            | Nr. 16 in de Radio 2 Top 30                       |
| Just say hello                                       | 1990                  | 03-11-1990            | 19              | 7            | Nr. 13 in de Radio 2 Top 30                       |
| Nobody else                                          | 1991                  | 11-05-1991            | 39              | 3            |                                                   |
| Your place or mine                                   | 1992                  | 31-10-1992            | 38              | 2            | Nr. 27 in de Radio 2 Top 30                       |
| Hollywood nights                                     | 1994                  | 18-06-1994            | 49              | 1            |                                                   |
| In dreams                                            | 1996                  | 23-11-1996            | 40              | 2            |                                                   |
| The number one                                       | 1997                  | 21-06-1997            | 43              | 3            |                                                   |
| Crazy way about you                                  | 1999                  | 29-05-1999            | 18              | 13           | Nr. 18 in de Radio 2 Top 30                       |
| I can't stop myself                                  | 1999                  | 04-09-1999            | tip3            | -            |                                                   |
| Koningslied                                          | 2013                  | 11-05-2013            | 41              | 1            | als onderdeel van Nationaal Comité Inhuldiging    |
| Alles kan een mens gelukkig maken                    | 2013                  | 13-07-2013            | tip7            | -            | met Christoff / Nr. 5 in de Vlaamse Top 10        |
| Leef vandaag                                         | 2017                  | 01-04-2017            | tip             | -            |                                                   |
| Liefde Voor Altijd                                   | 08-03-2019            | -                     | -               | -            | Nr. 1 iTunes Top 100, duet met Samantha Steenwijk |

### NPO Radio 2 Top 2000
| Nummers met noteringen in de NPO Radio 2 Top 2000 | '99 | '00  | '01  | '02  | '03  | '04  | '05  | '06  | '07  | '08  | '09  | '10  | '11  | '12-'21 | '22  |
| ------------------------------------------------- | --- | ---- | ---- | ---- | ---- | ---- | ---- | ---- | ---- | ---- | ---- | ---- | ---- | ------- | ---- |
| Alles kan een mens gelukkig maken                 | 700 | 1021 | 1135 | 1706 | 1556 | 1555 | 1724 | 1532 | 1714 | 1588 | -    | 1898 | -    | -       | -    |
| Bon gepakt (met Donnie)                           | ×   | ×    | ×    | ×    | ×    | ×    | ×    | ×    | ×    | ×    | ×    | ×    | ×    | -       | 1865 |
| This Is the Moment                                | 513 | -    | 1214 | 1142 | 902  | 1067 | 1286 | 1506 | 1548 | 1316 | 1911 | 1514 | 1939 | -       | -    |

1. ↑  Een '-' betekent dat het nummer niet was genoteerd, een '×' betekent dat het nummer nog niet was uitgebracht en een vetgedrukt getal geeft de hoogste notering van een nummer aan.
2. ↑  Deze tabel is bijgewerkt tot en met de meest recente editie (2024).

### Dvd's
| Dvd's met hitnoteringen in de Nederlandse Music Top 30 | Datum van verschijnen | Datum van binnenkomst | Hoogste positie | Aantal weken | Opmerkingen |
| ------------------------------------------------------ | --------------------- | --------------------- | --------------- | ------------ | ----------- |
| Pure live                                              | 2004                  | 12-06-2004            | 2               | 4            |             |
| Live at the arena                                      | 2004                  | 18-09-2004            | 1(3wk)          | 46           |             |
| Doe maar gewoon (Live in Ahoy)                         | 2008                  | 28-06-2008            | 1(1wk)          | 15           |             |

| Dvd's met hitnoteringen in de Vlaamse Ultratop muziek-dvd top 10/20 | Datum van verschijnen | Datum van binnenkomst | Hoogste positie | Aantal weken | Opmerkingen |
| ------------------------------------------------------------------- | --------------------- | --------------------- | --------------- | ------------ | ----------- |
| Live at the Arena                                                   | 2004                  | 02-10-2004            | 5               | 3            |             |

| Naam                                 | Datum | Opmerking                                                              |
| ------------------------------------ | ----- | ---------------------------------------------------------------------- |
| The Video                            | 1994  | VHS                                                                    |
| The Show Of The Year 2001            | 2002  | Bij Sweet Hello's And Sad Goodbyes Part II                             |
| Pure Live                            | 2004  | Huis Concert                                                           |
| Live At The ArenA                    | 2005  |                                                                        |
| In A Lifetime Of Music Part I        | 2005  | Bij The platinum edition                                               |
| Toppers In Concert                   | 2005  | Als de Toppers                                                         |
| Toppers In Concert 2006              | 2006  | Als de Toppers                                                         |
| Toppers In Concert 2007              | 2007  | Als de Toppers                                                         |
| Doe Maar Gewoon, Live In Ahoy        | 2008  |                                                                        |
| Toppers In Concert 2008              | 2008  | Als de Toppers                                                         |
| De Frogers: Effe geen cent te makken | 2009  |                                                                        |
| Toppers In Concert 2009              | 2009  | Als de Toppers                                                         |
| Toppers In Concert 2010              | 2010  | Als de Toppers                                                         |
| Hits & Meer                          | 2010  | Bij 'k Heb je lief - 50 jaar de muziek, m'n fans, het leven Deluxe Box |
| Op Verzoek                           | 2010  | Bij 'k Heb je lief - 50 jaar de muziek, m'n fans, het leven Deluxe Box |
| Toppers In Concert 2011              | 2011  | Als de Toppers                                                         |
| Toppers in concert 2012              | 2012  | Als de Toppers                                                         |
| Toppers in concert 2013              | 2013  | Als de Toppers                                                         |
| Toppers in concert 2014              | 2014  | Als de Toppers                                                         |
| Toppers in concert 2015              | 2015  | Als de Toppers                                                         |
| Toppers in concert 2016              | 2016  | Als de Toppers                                                         |
| Toppers in concert 2017              | 2017  | Als de Toppers                                                         |
| Toppers in concert 2018              | 2018  | Als de Toppers                                                         |
| Toppers in concert 2019              | 2019  | Als de Toppers                                                         |

### Releases Buitenland
| Titel                       | Land        | Jaar | Opmerking                                      |
| --------------------------- | ----------- | ---- | ---------------------------------------------- |
| You’re A Lady               | Duitsland   | 1989 | 7” vynil single                                |
| Winter In America           | Australië   | 1989 | 7” single op Possum label                      |
| Are You Ready For Loving Me | Duitsland   | 1991 | Cd-single en 12”maxi op ZYX Label              |
| Are You Ready For Loving Me | Japan       | 1991 | 3” mini-cd-single op Alabianca label           |
| Are You Ready For Loving Me | Filipijnen  | 1991 | 7” vinylsingle op ZYX Label                    |
| Are You Ready For Loving Me | USA         | 1991 | 12" vinylsingle op ZYX Label                   |
| Midnight Man                | Zuid-Afrika | 1991 | Lp en muziekcassette album op Transistor label |
| Woman, Woman                | Duitsland   | 1995 | Cd-single op Hansa label                       |
| Can U Feel It               | Duitsland   | 1995 | Cd-single op Hansa label Duitsland             |
| Home Again                  | Zuid-Korea  | 1998 | Cd album                                       |
| Crazy Way About You         | USA         | 1999 | Cd-single en 12”maxi vinyl op Rampage label    |
| The Ballads                 | Noorwegen   | 2001 | Cd-compilatiealbum op CNR/EMG label Noorwegen  |
| Essential                   | Belgie      | 2002 | Cd-compilatiealbum op EMI label België         |